# Mikel Alonso
Mikel Alonso Olano (Tolosa, 1980. május 16. –) spanyol labdarúgó középpályás.

## Család
Édesapja a Real Sociedad legendája, Periko Alonso, testvére a Bayern München középpályása, Xabi Alonso.

## Pályafutása
Első mérkőzését a Primera Divisiónban 2001. április 22-én játszotta a Real Valladolid ellen. A 2005–06 szezonban ő volt a csapat legtöbbet pályán levő játékosa, 37 mérkőzésen játszott.
Alonso 2007 nyarán meghívást kapott a Bolton Wanderers ausztriai edzőtáborába, majd Sammy Lee, a Bolton edzője 2007. július 10-én kölcsönbe leigazolta a szezon végéig egy állandó szerződés lehetőségével. Alonso a kölcsönszerződés lejártával visszatért Spanyolországba.

## Külső hivatkozások
- Mikel Alonso pályafutásának statisztikái a Soccerbase oldalon (angolul)

- Mikel Alonso adatlapja a Soccerway oldalon (angolul)
- Bolton Wanderers Profil – Burnden Aces
- Transfermarkt profil